# Касандрия
Каса́ндрия (греч. Κασσάνδρεια) — малый город в Греции, на полуострове Касандра. Административный центр общины Касандра в периферийной единице Халкидики в периферии Центральная Македония. Расположен на высоте 46 м над уровнем моря. Население — 2775 человек по данным переписи 2011 года.

## История
До 1955 года (ΦΕΚ 287Α) город назывался Ва́лта (Βάλτα), до 1965 года (ΦΕΚ 26Α) — Каса́ндра (Κασσάνδρα), затем был переименован в Касандрию. Название город получил от древнего города Кассандрия (др.-греч. Κασσάνδρεια, ныне Неа-Потидея), основанного в 316 году до н. э. македонским царём Кассандром на месте города Потидея, разрушенного в 346 году до н. э. македонским царём Филиппом, на перешейке полуострова Паллена (ныне Касандра).
В поздневизантийский период в Валту (ныне Касандрия) перенесена епископская кафедра, подчинённая Фессалоникийской митрополии, из Кассандрии. С 1607 года — архиепископия, с 1855 года — Кассандрийская митрополия. В 1870 году кафедра перенесена в Полийирос.
С XVI века Валта являлась крупным торговым центром, где находились французское (с 1725) и голландское (с 1745) проконсульства. В 1859 году построен кафедральный собор Рождества Пресвятой Богородицы.

## Сообщество Касандрия
Сообщество Валта (Κοινότητα Βάλτας) создано в 1918 году (ΦΕΚ 152Α), в 1955 году (ΦΕΚ 287Α) переименовано в Касандру (Κοινότητα Κασσάνδρας), в 1965 году (ΦΕΚ 26Α) — в Касандрию (Κοινότητα Κασσανδρείας). В сообщество входят 5 населённых пунктов. Население 3075 человек по переписи 2011 года. Площадь 61,052 км².
| Наименование       | Население (2011), человек |
| ------------------ | ------------------------- |
| Касандрия          | 2775                      |
| Сани               | 18                        |
| Сивири             | 251                       |
| Филаке-Ксенофондос | 0                         |
| Элани              | 31                        |

## Население
| Год  | Население, человек |
| ---- | ------------------ |
| 1991 | 2334               |
| 2001 | 2773               |
| 2011 | ↗ 2775             |